# Křečík Roborovského
Křečík Roborovského (Phodopus roborovskii) je drobný sotva 5,5 cm velký hlodavec obývající oblasti Mongolska a severní Číny. Je všežravec.
Aktivní je hlavně v noci, přes den se schovávají v až metr dlouhých norách, které si s oblibou hloubí. Tím, že obývá především pouštní oblasti, je i přizpůsobený tomuto biotopu svým zbarvením – pískově žlutý hřbet a bílé břicho. V zajetí jsou však šlechtěné i jiné barevné mutace než právě zde zmiňovaná mutace Agouti (přírodní). Bílý má i čenich s dlouhými hmatovými vousky. Na rozdíl od některých křečků má tento osrstěná chodidla. Svou velikostí se křečík Roborovského řadí mezi nejmenší křečíky světa.
Březost u křečíka Roborovského trvá běžně 19–22 dní. V jednom vrhu se obvykle rodí 3–6 mláďat, ale může jich být až 8. Samice je schopná za rok vrhnout celkem 5krát. Mláďata dosahují pohlavní dospělosti v 3–4 měsících. Samice může otěhotnět od 4. do 7. měsíce života. Křečík Roborovského se dožívá obvykle 2–3 let.